# هجوم القلمون الشرقي (أبريل 2018)
في 17 أبريل 2018، توصلت الجماعات المتمردة في جيب جبال القلمون الشرقي، بقيادة جيش الإسلام، إلى اتفاق استسلام مع الجيش السوري وروسيا. وجاء الاتفاق بعد أسبوعين من المفاوضات التي بدأت بإنذار نهائي للجيش السوري في 3 أبريل. وسلم نحو 1,500 من المتمردين الأسلحة الثقيلة والمعدات إلى الجيش السوري، وتم اجلاؤهم بواسطة 124 حافلة في 4 قوافل إلى المناطق التي تسيطر عليها تركيا في محافظة حلب الشمالية مع أسرهم، ويبلغ مجموع عددهم نحو 5,000 شخص. وفي 25 أبريل، غادرت الدفعة الأخيرة من المتمردين وأسرهم جيب القلمون الشرقي، وجاءت المنطقة تحت سيطرة الحكومة السورية بالكامل.

## خلفية
كان المتمردون في بلدة الضمير وباقي جيب القلمون الشرقي في حالة وقف لإطلاق النار مع القوات الحكومية طوال عام 2016 مع تركيز الجانبين على محاربة تنظيم الدولة الإسلامية في العراق والشام. وفي منتصف عام 2017، شنت القوات الحكومية هجوما على المتمردين في الصحراء السورية إلى الشرق من الجيب، في أعقاب هجوم سابق للمتمردين على تنظيم الدولة الإسلامية في العراق والشام.
وفي أواخر مارس 2018، شن جيش تحرير الشام هجوما على مواقع للجيش السوري في جبال القلمون الشرقية. جاء ذلك وسط هجوم الجيش السوري في الغوطة الشرقية.

## استسلام المتمردين وإخلائهم
وفي 3 أبريل 2018، شكلت الجماعات المتمردة في جيب القلمون الشرقي قيادة عسكرية موحدة، اجتمعت مع ضابط روسي وضابط في إدارة المخابرات الجوية، وأصدر الأخير انذارا للمتمردين يطالب فيه إما بنزع السلاح والمصالحة، أو بمغادرة جيب القلمون الشرقي بالكامل. رفضت لجنة المتمردين المغادرة وطالبت بالإفراج عن السجناء. وقال جيش تحرير الشام إنه لم يكن جزءا من القيادة العسكرية الموحدة، ونفى أي تنسيق معه، ورفض إجراء مفاوضات مع روسيا. وفي 8 أبريل، اجتمعت القيادة الموحدة للمتمردين مرة أخرى مع ضباط الجيش الروسي والجيش السوري، وتوصلت إلى اتفاق أولي.
وفي 17 أبريل، أعلنت الوكالة العربية السورية للأنباء التي تديرها الحكومة أن جيش الإسلام وقوات الشهيد أحمد العبدو في الضمير قد استسلموا، وبدأوا بتسليم الأسلحة الثقيلة والمتوسطة إلى الحكومة. 5,000 شخص، من بينهم 1,500 من المقاتلين المتمردين و3،000 من المدنيين، كانوا مستعدين للمغادرة. واستمرت الاشتباكات أيضا في الجبال القريبة. وفي 18 أبريل، اغتيل شاهر جمعة، رئيس لجنة مفاوضات المتمردين في دوميير، على يد مسلحين مجهولين.
وفي 19 أبريل، وافق الأمر الموحد للمتمردين على تسليم الأسلحة وتسليم جيب القلمون الشرقي بأكمله، بما في ذلك بلدات الضمير وجيرود والناصرية. وتعهد الضباط الروس بالعفو عن الأشخاص الذين تهربوا من التجنيد في البلدات. وقد تم نقل الدفعة الأولى من 2,500 شخص، من بينهم 600 متمرد، بواسطة 44 حافلة من الضمير إلى جرابلس. وغادرت القافلة الثانية التي تضم ما لا يقل عن 30 حافلة في الساعات الأولى من يوم 22 أبريل، وشملت 1,200 من مقاتلي هيئة تحرير الشام وأحرار الشام وأسرهم، الذين وصلوا إلى منطقة عفرين. ووصلت القافلة الثالثة إلى منطقة الباب في 24 أبريل، ووصلت الدفعة الرابعة والأخيرة من الحافلات البالغ عددها 60 حافلة إلى شمال حلب في 25 أبريل. مع هذا، جاءت جبال القلمون الشرقية تحت سيطرة الحكومة الكاملة، ورفع علم الجمهورية العربية السورية في الساحة الرئيسية لجيرود. وبالإضافة إلى الأراضي، تمكن الجيش العربي السوري أيضا من استعادة العديد من الأسلحة الثقيلة، بما في ذلك عشرات الدبابات. بعد عمليات مسح إقليمية جديدة في 17 مايو، تم العثور على ثمانية دبابات أخرى.